# Gigantopitec
El gigantopitec (Gigantopithecus) fou un gènere de primats que va existir presumiblement durant el Plistocè, fa un milió d'anys i s'extingí fa mig milió d'anys (hauria conviscut amb l'Homo erectus a l'Àsia sud-oriental), habitava els actuals països de la Xina, Índia i el Vietnam. Les proves fòssils suggereixen que el gigantopitec fou el simi més gros que ha existit mai al planeta. Probablement ha estat quadrúpede i herbívor, amb una dieta similar a la del panda gegant fundada en el bambú i possiblement suplementada amb fruites d'estació.
Encara que es desconeix el perquè de l'extinció del gigantopitec, se suposa que les raons principals foren els canvis climàtics i la concurrència pels recursos amb espècies més ben adaptades (pandes o homes primitius).
Fonamentats en les escasses proves de les quals es disposa (sobretot enormes queixals i dents d'aproximadament 2,5 cm d'ample, recuperats de botigues de medecina tradicional xinesa, però clarament autèntics), el gigantopitec deu haver mesurat 3 metres alçària i pesat de 300 a 500 quilograms, 2 o 3 vegades la mida d'un goril·la, encara que els seus parents vius més pròxims serien els orangutans. Aquesta estimació es basa en el quocient cap/esquelet, dels primats coneguts actualment.

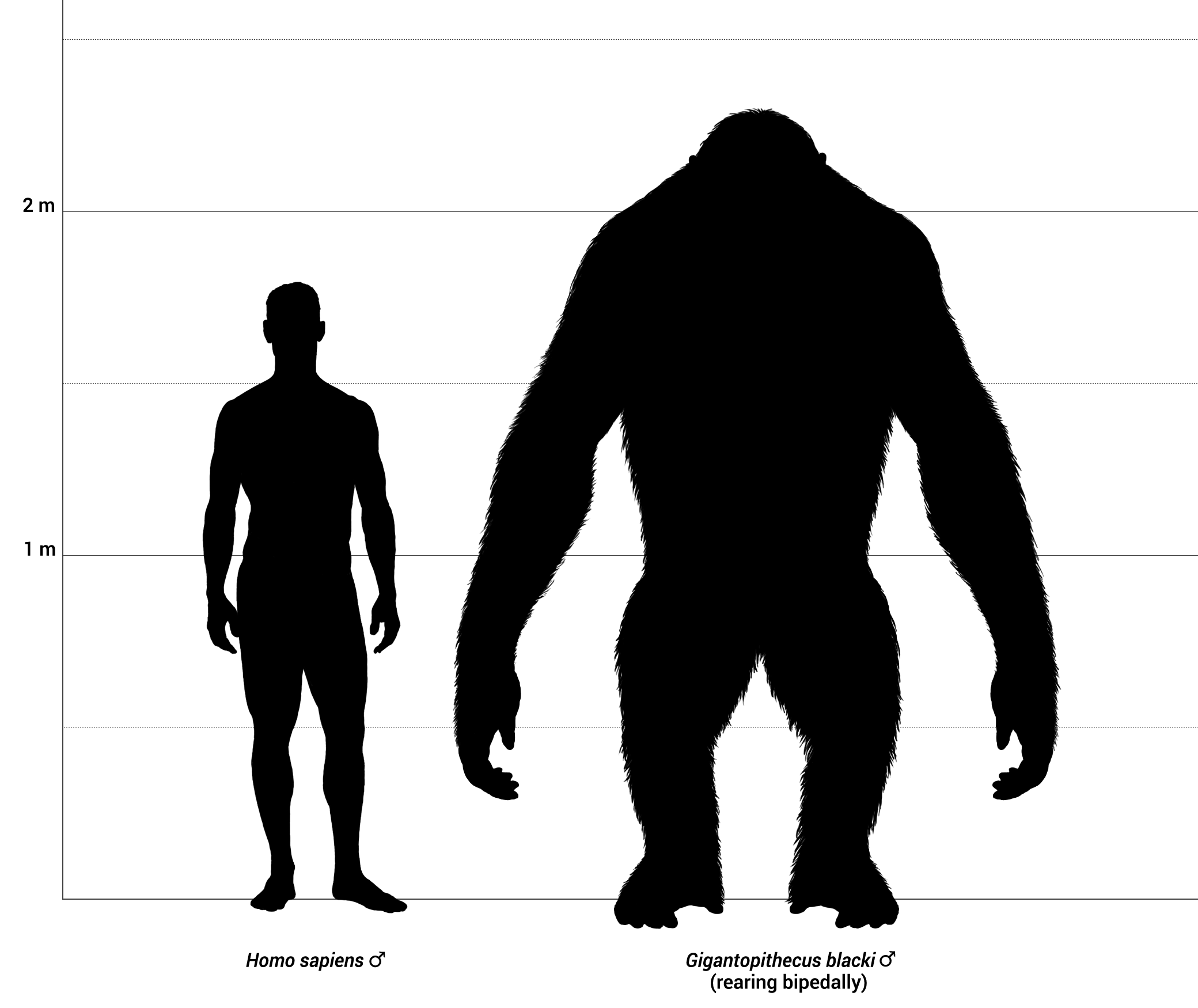
Comparació del Gigantopithecus amb un humà d'1,80 m.

Fou el paleontòleg alemany Ralph von Koenigswald qui trobà el queixal esmentat, a Hong Kong l'any 1935. De seguida reconegué que es tractava d'una espècie de simi gegant, a l'estudi del qual es va dedicar durant els quatre anys següents. Durant la Segona Guerra Mundial Von Koenigswald fou fet presoner, cosa que va interrompre la seva recerca.
Durant anys la medicina xinesa ha treballat amb aquests fòssils, coneguts com a "ossos de drac". El valor econòmic que tenen ha portat els habitants d'aquestes regions a replegar-los, la qual cosa n'ha produït la desaparició de molts llocs on es podrien haver trobat.
Alguns criptozoòlegs han postulat que els primats llegendaris coneguts a diferents zones geogràfiques com a Yeti, o Bigfoot podrien ser varietats de Gigantopithecus que haurien sobreviscut a l'extinció fins al present o, si més no, fins a temps històrics, de manera que el seu record s'hauria transmès fins a nosaltres de moltes generacions en generacions.